# Quezon (Quezon)
Quezon is een gemeente in de Filipijnse provincie Quezon op het eiland Alabat. Bij de laatste census in 2010 telde de gemeente ruim 15 duizend inwoners.

## Geografie

### Bestuurlijke indeling
Quezon is onderverdeeld in de volgende 24 barangays:
| - Apad - Argosino - Barangay I - Barangay II - Barangay III - Barangay IV - Barangay V - Barangay VI - Cagbalogo - Caridad - Cometa - Del Pilar | - Guinhawa - Gumubat - Magsino - Mascariña - Montaña - Sabang - Silangan - Tagkawa - Villa Belen - Villa Francia - Villa Gomez - Villa Mercedes |

## Demografie
Quezon had bij de census van 2010 een inwoneraantal van 15.142 mensen. Dit waren 131 mensen (0,9%) meer dan bij de vorige census van 2007. Ten opzichte van de census van 2000 was het aantal inwoners gegroeid met 548 mensen (3,8%). De gemiddelde jaarlijkse groei in die periode kwam daarmee uit op 0,37%, hetgeen lager was dan het landelijk jaarlijks gemiddelde over deze periode (1,90%).

De bevolkingsdichtheid van Quezon was ten tijde van de laatste census, met 15.142 inwoners op 71,22 km², 212,6 mensen per km².